# Комарі (шляхтичі)
Комарі — польський шляхетський рід власного гербу. За даними о. Каспера Несецького ТІ, представники роду з Великого князівства Литовського перебралися, зокрема, до Брацлавського воєводства.

## Представники

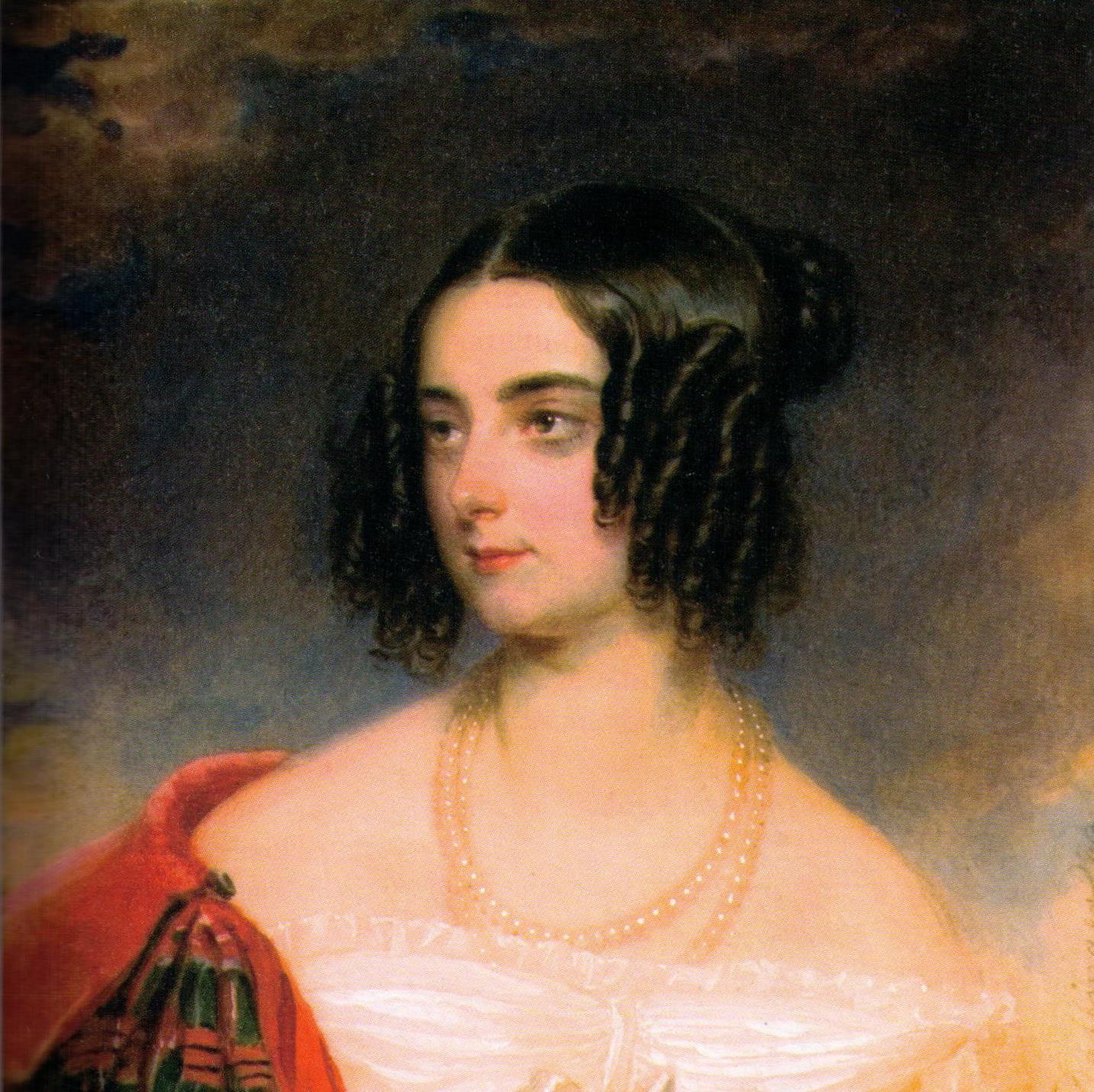
Дельфіна з Комарів Потоцька

- Комар Забожинський — засновник Комаргорода
  - Іван — чергнігівський воєвода (помилкове твердження)
    - Олександр — вінницький староста

  - Остафій — волинський стольник
    - Василь — галицький підкоморій
    - Іван — придворний короля

  - Володимир — луцький скарбник
    - Богдан — перемиський підчаший
    - Ілля — летичівський підчаший
    - Матвій

- Бляндина — дружина Яна Бжоски
- Станіслав Комар — сприяв будівництву родового палацу в Мурованих Курилівцях
- Олександр — продав родовий палац адміралу Н. М. Чихачёву[1]
- Дельфіна — перша дружина Мечислава Потоцького, кохання Зиґмунта Красінського